# Jan Krotoski (1895–1969)
Jan Krotoski (ur. 17 października 1895 w Starym Gostyniu, zm. 22 listopada 1969 w Poznaniu) – profesor, pierwszy rektor Wyższej Szkoły Wychowania Fizycznego w Poznaniu, kierownik Zakładu Chirurgii Operacyjnej i Doświadczalnej Akademii Medycznej, kierownik Zakładu Traumatologii Wyższej Szkoły Wychowania Fizycznego.

## Życiorys
Urodził się w Starym Gostyniu, w rodzinie dra filozofii Kazimierza Krotoskiego i Tekli z Sobkowskich. Ukończył w 1913 szkołę średnią w Nowym Targu. Studiował medycynę na Uniwersytecie Jagiellońskim w Krakowie i Uniwersytecie Poznańskim. Podczas I wojny światowej został wcielony do armii austriackiej. W latach 1918–1921 służył w Wojsku Polskim. Wziął udział w wojnie polsko-bolszewickiej w służbach sanitarnych. W 1921 został asystentem przy Katedrze Anatomii Opisowej i Topograficznej na Wydziale Lekarskim Uniwersytetu Poznańskiego. Dyplom lekarski otrzymał w 1924 i rozpoczął pracę w Klinice Chirurgicznej Uniwersytetu Poznańskiego pod kierownictwem Antoniego Jurasza.
W 1931 habilitował się z chirurgii na wydziale lekarskim Uniwersytetu Poznańskiego na podstawie rozprawy pt. Leczenie złotem gruźlicy kości i stawów. W 1938 otrzymał zadanie zorganizowania Zakładu Chirurgii Operacyjnej i Doświadczalnej Akademii Medycznej.
We wrześniu 1939 służył jako porucznik-lekarz chirurg Armii „Poznań”, brał udział w bitwie nad Bzurą. Po dostaniu się do niewoli niemieckiej pracował jako chirurg w szpitalach dla jeńców (Kutno, Łódź, Szpital Ujazdowski-Warszawa). W styczniu 1940 dostał się do Szpitala Ujazdowskiego w Warszawie, gdzie od kwietnia 1940 pracował jako lekarz cywilny. Brał czynny udział w konspiracji i w tajnym nauczaniu, prowadził wykłady na tajnym Uniwersytecie Ziem Zachodnich. Brał udział w powstaniu warszawskim.
Po wojnie powrócił do Poznania by kontynuować organizację Zakładu Chirurgii. Rozpoczął pracę nad sztucznym sercem i sztucznymi płucami. 
Po utworzeniu w 1950 Wyższej Szkoły Wychowania Fizycznego w Poznaniu został jej pierwszym rektorem.
Był członkiem Towarzystwa Chirurgów Polskich, Międzynarodowego Towarzystwa Chirurgicznego, Międzynarodowego Towarzystwa Chirurgów-Urologów, Niemieckiego Towarzystwa dla Schorzeń Trawienia i Przemiany Materii. 
W 1965 przeszedł na emeryturę.
Zmarł 22 listopada 1969 w Poznaniu. Pochowany na cmentarzu Junikowo (pole 20, kwatera A-6-12).

## Ordery i odznaczenia
- Krzyż Walecznych (1921)[4]
- Warszawski Krzyż Powstańczy (pośmiertnie)[5]